# Music from the Motion Picture Pulp Fiction
Music from the Motion Picture Pulp Fiction – ścieżka dźwiękowa do filmu Pulp Fiction z 1994 roku, wyreżyserowanego przez Quentina Tarantino. Na potrzeby obrazu nie zamówiono tradycyjnej muzyki filmowej. Obraz zawiera miks amerykańskich gatunków muzyki: rock and roll, surf rock, pop oraz soul. Soundtrack składa się z dziewięciu piosenek z filmu, czterech ścieżek z urywkami dialogów z następującymi po nich utworami oraz trzech ścieżek z samymi dialogami. Siedem piosenek, które pojawiły się w filmie, nie znalazło się na oryginalnej, 41-minutowej ścieżce dźwiękowej.
Album znalazł się na 21. miejscu amerykańskiej listy „Billboard” 200, natomiast cover piosenki „Girl, You’ll Be a Woman Soon” Neila Diamonda w wykonaniu Urge’a Overkilla dotarł do 59. pozycji na liście czasopisma „Billboard” Hot 100.

## Struktura albumu
Tarantino wykorzystał w filmie eklektyczny zestaw piosenek nagranych przez różnych wykonawców. Jedną z ważniejszych pozycji na płycie jest nowa interpretacja utworu „Misirlou” Dicka Dale’a, który słychać w czołówce filmu. Tarantino wybrał surf music jako podstawę ścieżki dźwiękowej do filmu ponieważ: „to brzmi jak muzyka Ennio Morricone w wersji rock ’n’ roll, muzyka spaghetti Western w wydaniu rock ’n’ roll.”.
Wiele utworów zawartych na ścieżce dźwiękowej (w tym „Misirlou”,) zasugerował reżyserowi muzyk, Boyd Rice, poprzez wspólną ich znajomą, Allison Anders. Pozostałe utwory zaproponowali Tarantino przyjaciele Chuck Kelley i Laura Lovelace, którzy na albumie oznaczeni zostali jako konsultanci muzyczni. Lovelace pojawiła się także w filmie jako kelnerka.
W 2002 roku wydano dwupłytową edycję kolekcjonerską soundtracku. Pierwszą płytę z utworami poszerzono o cztery ścieżki, natomiast na drugiej płycie zamieszczono wywiad z Tarantino.

## Sukces
Od momentu wydania, album sprzedał się w liczbie ponad 3,5 mln egzemplarzy. Dzięki pięciu zamieszczonym na płycie piosenkom surf-rockowym, soundtrack odświeżył zainteresowanie gatunkiem, zachęcając tym samym wytwórnię Del-Fi do opublikowania w następnym roku kompilacji Pulp Surfin’. W 2006 roku wydany został singiel zespołu The Black Eyed Peas „Pump It”, który samplował utwór „Misirlou” dostępny na ścieżce dźwiękowej do filmu Pulp Fiction. Album został umieszczony przez amerykańskie czasopismo „Rolling Stone” na miejscu siódmym listy „25 najlepszych soundtracków wszech czasów” (The 25 Greatest Soundtracks of All Time).
W Polsce soundtrack uzyskał status złotej płyty.

## Lista utworów
| Nr  | Tytuł utworu                                                     | Autorstwo                                                                   | Wykonawcy                                          | Długość |
| --- | ---------------------------------------------------------------- | --------------------------------------------------------------------------- | -------------------------------------------------- | ------- |
| 1.  | „Pumpkin and Honey Bunny/Misirlou”                               | Quentin Tarantino/Fred Wise, Milton Leeds, S. K. Russell, Nicholas Roubanis | Tim Roth, Amanda Plummer/Dick Dale & His Del-Tones | 2:27    |
| 2.  | „Royale with Cheese” (dialog)                                    | Tarantino                                                                   | Samuel L. Jackson, John Travolta                   | 1:42    |
| 3.  | „Jungle Boogie”                                                  | Ronald Bell, Kool and the Gang                                              | Kool and the Gang                                  | 3:05    |
| 4.  | „Let’s Stay Together”                                            | Al Green, Al Jackson Jr., Willie Mitchell                                   | Al Green                                           | 3:15    |
| 5.  | „Bustin’ Surfboards”                                             | Norman Sanders, Leonard Delaney                                             | The Tornadoes                                      | 2:26    |
| 6.  | „Lonesome Town”                                                  | Baker Knight                                                                | Ricky Nelson                                       | 2:13    |
| 7.  | „Son of a Preacher Man”                                          | John Hurley, Ronnie Wilkins                                                 | Dusty Springfield                                  | 2:25    |
| 8.  | „Zed's Dead, Baby/Bullwinkle Part II”                            | Tarantino/Dennis Rose, Ernest Furrow                                        | Maria de Medeiros, Bruce Willis/The Centurions     | 2:39    |
| 9.  | „Jack Rabbit Slims Twist Contest/You Never Can Tell”             | Tarantino/Chuck Berry                                                       | Jerome Patrick Hoban, Uma Thurman/Chuck Berry      | 3:12    |
| 10. | „Girl, You’ll Be a Woman Soon”                                   | Neil Diamond                                                                | Urge Overkill                                      | 3:09    |
| 11. | „If Love Is a Red Dress (Hang Me in Rags)”                       | Maria McKee                                                                 | Maria McKee                                        | 4:55    |
| 12. | „Bring Out the Gimp/Comanche” (solo na saksofonie: James Gordon) | Tarantino/Robert Hafner                                                     | Peter Greene, Duane Whitaker/The Revels            | 2:10    |
| 13. | „Flowers on the Wall”                                            | Lewis C. DeWitt                                                             | The Statler Brothers                               | 2:23    |
| 14. | „Personality Goes a Long Way”                                    | Tarantino                                                                   | Samuel L. Jackson, John Travolta                   | 1:00    |
| 15. | „Surf Rider”                                                     | Bob Bogle, Nole „Nokie” Edwards, Don Wilson                                 | The Lively Ones                                    | 3:18    |
| 16. | „Ezekiel 25:17”                                                  | Tarantino                                                                   | Samuel L. Jackson                                  | 0:51    |
|     |                                                                  |                                                                             |                                                    | 41:10   |